# Cendras
Cendras es una población y comuna francesa, en la región de Languedoc-Rosellón, departamento de Gard, en el distrito de Alès y cantón de Alès-Ouest.

## Demografía
| 2248 | 2781 | 2267 | 2140 | 2022 | 1952 |
| Para los censos de 1962 a 1999 la población legal corresponde a la población sin duplicidades (Fuente: INSEE [Consultar]) |      |      |      |      |      |